# Vuurtoren van Noord-Lundy
De vuurtoren van Noord-Lundy (Engels: Lundy North Lighthouse) staat in het uiterste noorden van het eiland Lundy dat zich in de monding van het Kanaal van Bristol bevindt. Het eiland ligt 19 km van de kust van het Engelse graafschap Devon en maakt deel uit van het district Torridge. De vuurtoren signaleert het eiland dat uit een granieten rotsmassa bestaat. De kustlijn wordt gekenmerkt door scherpe uitsteeksels en vormt een gevaar voor de scheepvaart. Aan de zuidzijde van het eiland vervult de vuurtoren van Zuid-Lundy dezelfde functie.
De toren wordt gecontroleerd vanuit het Planning Centre van Trinity House in Harwich in het Engelse Essex. Trinity House is verantwoordelijk voor de navigatiemiddelen in Engeland, Wales, Gibraltar en de Kanaaleilanden.

## Kenmerken en uitrusting
De ronde witte vuurtoren heeft een hoogte van 17 m en versmalt iets naar boven toe. Hij werd opgetrokken uit graniet dat ter plaatse gevonden werd. De toren is voorzien van een wit lichthuis dat wordt omringd door een galerij met een ijzeren balustrade. In dit lichthuis is geen lichtapparatuur aanwezig. Het is wel uitgerust met een niet meer gebruikte noodlantaarn die boven op het dak gemonteerd werd. De toren is via een doorgang aan de noordzijde verbonden met een gebouw dat dienstdeed als machinekamer. Aan de zuidzijde bevindt zich een hoger gelegen en niet meer gebruikte woongelegenheid die eveneens door middel van een gang met de toren verbonden is.
Het navigatielicht werd op het mistsignaalgebouw gemonteerd dat aan de zeezijde werd opgericht. De lichtbron bestaat uit een halogeenlamp van 14 watt die zich in een roterende lantaarn van het type Orga Rml 302 SA bevindt. Een lampenwisselaar met 6 posities zorgt voor een nieuwe lamp bij defect. Het witte licht heeft een sterkte van 11.740 candela en is zichtbaar tot op een afstand van 17 zeemijl (ongeveer 31,5 km). De lantaarn genereert een schittering om de 15 seconden. Op het signaalgebouw staan ook zonnepanelen die voor de elektrische energie zorgen. Het mistsignaal zelf is niet meer in gebruik.
De toren kreeg van de Amateur Radio Lighthouse Society, een organisatie van radiozendamateurs, het nummer ENG-074 toegewezen. Deze organisatie probeert vanop lichtschepen en vuurtorens radioverbindingen tot stand te brengen.

## Geschiedenis

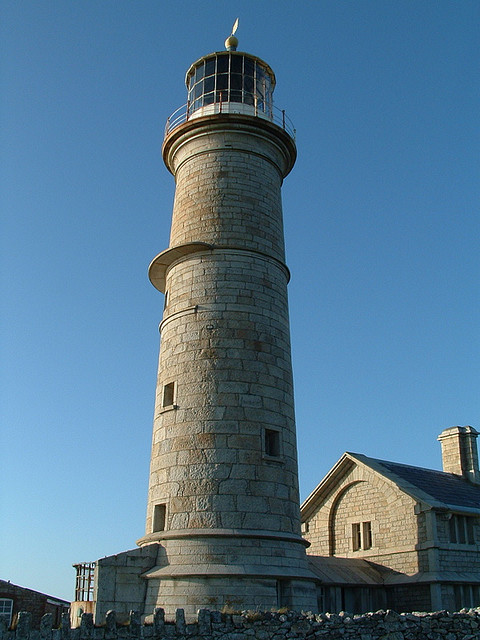
De oude vuurtoren op Lundy (The Old Lighthouse)

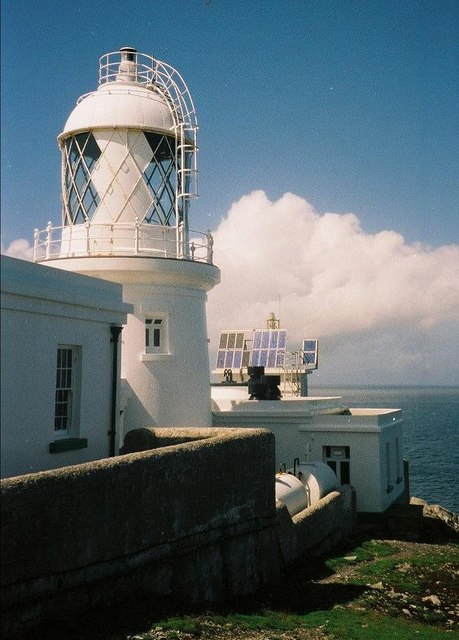
Zicht op de nieuwe toren en bijhorende gebouwen. De zonnepanelen met het navigatielicht zijn zichtbaar in het midden van de foto.

### De eerste vuurtoren
Om het voor de scheepvaart gevaarlijke eiland te signaleren stelde Trinity House in 1819 voor om een vuurtoren op Lundy op te richten. De 29 m hoge granieten toren was ontworpen door Daniel Alexander en werd door Joseph Nelson opgericht op Chapel Hill, een rotsachtig plateau op het hoogste punt van het eiland. James Turnbull hield toezicht op de werkzaamheden. Vuurtorenwachters werden ondergebracht in een aan de toren aansluitende woongelegenheid die uit twee boven elkaar liggende appartementen bestond. De totale kostprijs van het project bedroeg  10.276 pond, 19 shilling en 11 pence.
Het lichtkarakter van de toren werd gekenmerkt door twee witte lichten die onder elkaar gemonteerd waren. Vanop een afstand leken het bovenste snel flitsende licht en het onderste vaste licht samen te vallen wat voor verwarring bij de schippers zorgde. In november 1828 liep het schip La Jeune Emma op de rotsen toen leden van de bemanning in een dichte mist de twee torenlichten als een licht waarnamen waarbij ze aannamen dat ze het vaste licht van Ouessant als richtpunt aan het gebruiken waren. Bij deze ramp kwamen 13 opvarenden om het leven.
Schippers klaagden voortdurend over de slecht zichtbaarheid van het licht bij mist en in 1897 besloot Trinity House om de vuurtoren niet langer in dienst te houden maar twee nieuwe vuurtorens op te richten, een in het noorden en een in het zuiden van het eiland. Na de sluiting kwam de toren in private handen terecht en werd hij bekend onder de naam The Old Lighthouse. Vanaf 1976 voerde The Landmark Trust, een liefdadigheidsinstelling die historische gebouwen conserveert en ze ter beschikking stelt als vakantiewoningen, een aantal restauraties uit waarna het complex werd aangeboden als hotelaccommodatie.

### Noord-Lundy

#### Opbouw
De noordelijke toren op Lundy was ontworpen door Sir Thomas Matthews. De steile rotsen maakten het noodzakelijk om trappen  uit te houwen en een klein los- en laadplatform aan te leggen zodat bouwmaterialen en voorraden via een smal spoor naar de bouwplaats konden gevoerd worden.

#### Lichtapparatuur
Noord-Lundy was de eerste vuurtoren in Engeland die werd uitgerust met een lens die op een kwikbad roteerde. De 3,5 ton wegende optiek was vervaardigd in Parijs door Barbier en Bernard en samengesteld uit vier lenspanelen. George Slight had een regelmechanisme ontworpen waardoor de draaiende lens om de 20 seconden twee snel opeenvolgende schitteringen genereerde. Als lichtbron werd een 75 mm hoge lamp geïnstalleerd waarvan de vlam werd gevoed met petroleumdampen. Een elektrische lichtbron deed zijn intrede in 1971 toen de toren werd geëlektrificeerd. In 1985 werd het station geautomatiseerd waarbij de controle werd overgenomen door de vuurtoren van Nash Point. In 1991 werd het lichthuis leeggehaald toen het vroegere hoofdlicht werd vervangen door een kleine lantaarn met halogeenlamp die op het gebouw werd gemonteerd dat het mistsignaal bevatte. Op dit gebouw, dat zich tussen het oude machinegebouw en de zeezijde bevond, werden ook zonnepanelen aangebracht die voor de energievoorziening zorgden. Sinds 2009 wordt de toren gecontroleerd vanuit het Planning Centre van Trinity House in Harwich.

#### Mistsignaal
Het oorspronkelijke mistsignaal bestond uit een hoge en een lage toon. Deze twee opeenvolgende tonen werden om de twee minuten tweemaal herhaald. Het geluid werd uitgezonden door twee hoorns die onder elkaar gemonteerd waren en samen een horizontale hoek van 180° vormden. Het geluid bestreek een hoek van ongeveer 290°. De perslucht voor dit signaal werd opgewekt door twee motoren van het type Hornsby, elk met een vermogen van 12 kW. Elke motor was uitgerust met een vliegwiel met een diameter van 1,5 m dat draaide met een snelheid van 200 omwentelingen per minuut. Wanneer het mistsignaal in werking was, was er telkens een motor in bedrijf terwijl de andere als reserve diende. Voorraadtanks met een capaciteit van 5 m³ werden opgevuld met perslucht onder een druk van 1172 kPa. Een tank had voldoende voorraad om de sirene gedurende een half uur te laten werken. Regenwater dat werd opgevangen via het dak van het machinegebouw werd opgeslagen in een externe tank met een inhoud van ongeveer 31.800 liter. Dit water werd vervolgens aangewend om de motoren af te koelen.
In 1929 werd een nieuwe sirene geplaatst op het dak van het machinegebouw. Het geluid werd verspreid door twee boven elkaar geplaatste gietijzeren klankhoorns die in een metalen torentje waren ondergebracht. Deze nieuwe apparatuur genereerde een 4,5 seconden durende toon, gevolgd door 2 seconden stilte en een toon van 1,5 seconden. Deze volgorde werd om de 82 seconden herhaald. Om de nodige perslucht te leveren werden nieuwe dieselmotoren van het type Gardner geïnstalleerd.
Rond 1960 werd het mistsignaal uitgezonden vanuit een nieuw gebouw dat was opgericht tussen het oude machinegebouw en de zeezijde en dat was voorzien van een systeem met luidsprekers. Dit mistsignaal werd in 1988 uitgeschakeld en het dak van het gebouw werd gebruikt voor de montage van een nieuw navigatielicht en zonnepanelen.

#### Geplande aanpassingen
In september 2018 deed Trinity House een aantal voorstellen waarmee de vereniging de vuurtoren in zijn oorspronkelijke functie wou herstellen. Zo zou het licht terug in het lichthuis geplaatst worden. Naast het verplaatsen van de zonnepanelen zouden ook twee gecorrodeerde brandstoftanks verwijderd worden. In de gebouwen zelf zou de vuurtoren door het plaatsen van binnenmuren afgescheiden worden van de woongelegenheden en het machinegebouw.

## Monumentstatus
De toren en de bijhorende gebouwen werden op 7 oktober 1991 ingeschreven als Grade II listed building op Statutory List of Buildings of Special Architectural or Historic Interest. Hiermee wordt aangegeven dat de gebouwen van bijzonder belang zijn, in hun huidige toestand moeten bewaard blijven en daartoe ook moeten worden onderhouden.